# Pseudovipio umbraculator
Pseudovipio umbraculator är en stekelart som först beskrevs av Christian Gottfried Daniel Nees von Esenbeck 1834.  Pseudovipio umbraculator ingår i släktet Pseudovipio och familjen bracksteklar. Utöver nominatformen finns också underarten P. u. handlirschi.